# Langstrothův úl

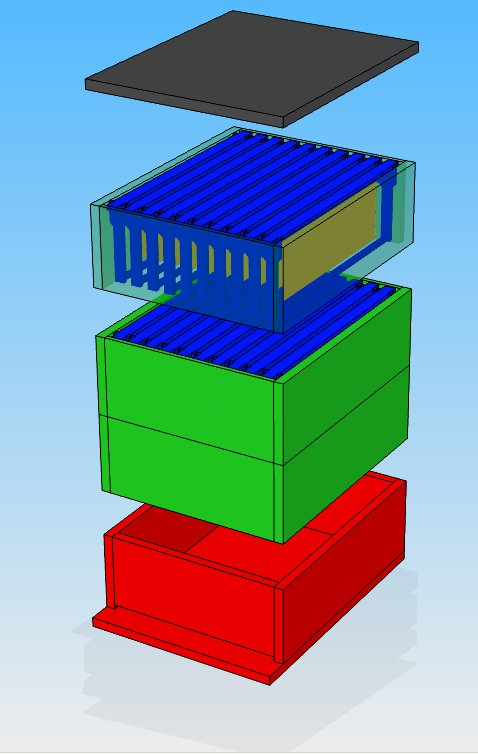
Rozložený model Langstrothova úlu

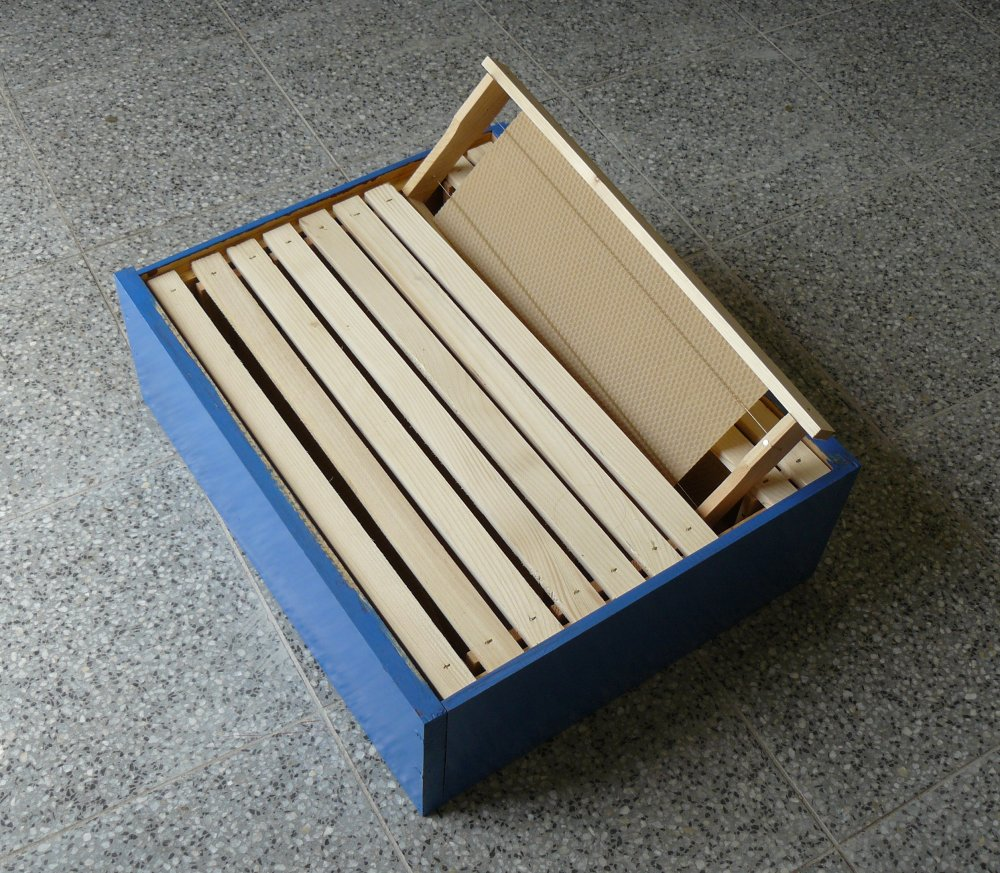
Nízký nástavek Langstrothova úlu

Langstrothův úl je nástavkový typ včelího úlu. Tento typ úlu je celosvětově nejrozšířenější díky svým přednostem a jednoduché stavbě. Vymyslel ho americký včelař Lorenzo Langstroth v polovině 19. století.
Úl se skládá ze dna, nástavků a střechy. Nástavků může být několik typů. Vysoké nástavky používají někteří včelaři v plodišti, protože se tím nerozděluje plodové hnízdo. Nízké nástavky se používají zejména v medníku. Díky jejich menší výšce je nástavek plný medu lehčí a tak umožňuje jednodušší manipulaci slabším včelařům. Dno se může použít jednoduché nízké, nebo vysoké, do kterého je možno zabudovat větrací síťku a vkládat podložky na zjišťování nákazy kleštíkem. Ve vysokém dně je mnoho prostoru pro zastavění divočinou.
Vnitřní rozměr úlu je 465 × 375 mm. Úl není zateplen, aby se na jeho stěnách nesrážela vlhkost.[ujasnit] Ve všech částech úlu je přesně dodržena včelí mezera. Jednotlivé díly úlu nemají spojovací zářezy, rozebírání úlu je tak jednodušší. Tento typ úlu umožňuje včelaření bez mateřské mřížky. Rámky nemají oddělovací kolíky, minimální mezeru mezi nimi dodržují boční rozšíření svislé části rámku. Rámky mají na šířku relativně velikou vůli, ta je využívána včelstvem pro stavbu vyšších buněk.

## Typy (výška rámku)
- 1/2 – 137 mm
- 2/3 – 169 mm
- 3/4 – 185 mm
- 1/1 (ORIGINAL) – 232 mm
- Jumbo – 285 mm

Jednotná šířka rámku u všech verzí je 448 mm.